# Route Napoléon en Wallonie

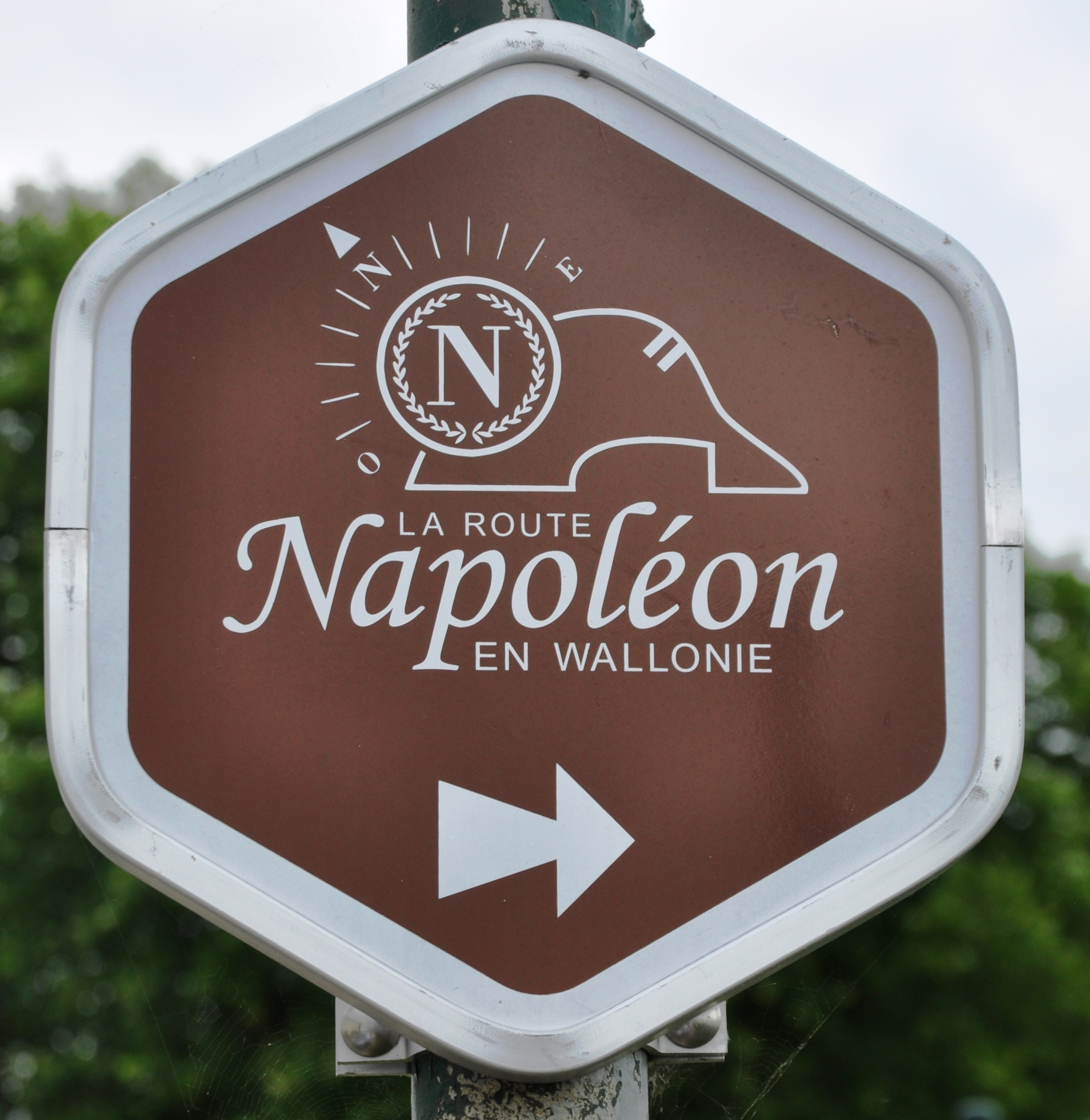

De Route Napoléon en Wallonie is een bewegwijzerde toeristische autoroute in Wallonië. De 94 kilometer lange route is bewegwijzerd met zeshoekige bruine borden en werd gecreëerd in 2015 ter gelegenheid van de 200ste verjaardag van de slag bij Waterloo. De route volgt het parcours van Napoleon Bonaparte in de 4 dagen op Belgisch grondgebied in 1815. De route loopt langs Waterloo (Leeuw van Waterloo), Ligny, Fleurus, Charleroi, Marbaix-la-Tour en Beaumont.